# Omanolidia dentata
Omanolidia dentata är en insektsart som beskrevs av Nielson 1982. Omanolidia dentata ingår i släktet Omanolidia och familjen dvärgstritar. Inga underarter finns listade i Catalogue of Life.